# Chas Skelly
Chas Lucas Skelly (11 de mayo de 1985, Bedford, Texas, Estados Unidos) es un artista marcial mixto estadounidense que compite actualmente en la división de peso pluma de Ultimate Fighting Championship. Profesional desde 2009, también ha competido para Bellator MMA y Legacy Fighting Championship.

## Antecedentes
Skelly nació en Bedford, Texas, pero se trasladó a Pensilvania a una edad temprana. Skelly comenzó a luchar a la edad de cinco años y más tarde se trasladó de nuevo a Texas, asistiendo a Azle High School, donde también jugó al béisbol y al fútbol, pero dejó los dos últimos deportes cuando estaba en el último año para centrarse en la lucha libre. Tuvo un récord general de 164-3, fue titular durante cuatro años y ganó un campeonato estatal durante su último año en 2003 mientras competía en la división de 140 libras. Skelly continuó luchando a nivel universitario en la Universidad de Oklahoma City, donde obtuvo los honores de All-American con un séptimo puesto en los nacionales. Comenzó a practicar artes marciales mixtas después de convertirse en compañero de lucha del exluchador de la UFC Johnny Bedford.

## Carrera en las artes marciales mixtas

### Carrera temprana
Skelly hizo su debut profesional en MMA en 2009 y ganó sus dos primeros combates en el primer asalto por sumisión y TKO, respectivamente. Menos de un mes después de esta última victoria, fue contratado por Bellator MMA.

### Bellator MMA
Skelly hizo su debut en Bellator en Bellator 9 el 29 de mayo de 2009 y ganó el combate por decisión dividida.
Todavía invicto, Skelly ganó sus siguientes tres combates consecutivos antes de hacer su próxima aparición para la organización el 20 de mayo de 2010 en Bellator 19, enfrentándose a Daniel Pineda. Skelly había derrotado previamente a Pineda por sumisión y lo volvió a derrotar en la revancha por medio de una barra de rodilla.
Después de un lapso de dos años debido a las lesiones, Skelly volvió a ganar sus siguientes tres peleas consecutivas antes de su próxima aparición para la organización en Bellator 96 el 19 de junio de 2013. Se enfrentó a Jarrod Card y ganó por decisión unánime.

### Ultimate Fighting Championship
En marzo de 2014, se anunció que Skelly había firmado con la UFC. Debutó contra Mirsad Bektić el 19 de abril de 2014 en UFC on Fox: Werdum vs. Browne. Perdió el combate por decisión mayoritaria. El combate estuvo a punto de detenerse en el segundo asalto, ya que Skelly descargó un par de rodillazos ilegales mientras Bektić se encontraba en el suelo contra la jaula, lo que llevó al árbitro a descontar un punto y a concederle cinco minutos para recuperarse. Bektić estaba claramente herido y se tambaleó al volver a ponerse en pie, pero pudo continuar tras una breve pausa.
En su segundo combate para la promoción, Skelly se enfrentó a Tom Niinimäki el 23 de agosto de 2014 en UFC Fight Night: Henderson vs. dos Anjos. Ganó el combate por sumisión en el primer asalto.
Tras no recibir prácticamente ningún daño durante su pelea con Niinimäki, Skelly se enfrentó a Sean Soriano el 5 de septiembre de 2014 en UFC Fight Night: Souza vs. Mousasi, en sustitución de un lesionado Andre Fili. Ganó el combate por decisión unánime y estableció el récord de la era moderna de menor tiempo entre victorias de la UFC, con 13 días.
Skelly se enfrentó a Jim Alers el 14 de febrero de 2015 en UFC Fight Night: Henderson vs. Thatch. Ganó el combate por TKO en el segundo asalto.
Skelly estuvo brevemente vinculado a un combate contra Hacran Dias el 27 de junio de 2015 en UFC Fight Night: Machida vs. Romero. Sin embargo, Skelly fue retirado de la tarjeta a principios de junio debido a una enfermedad y sustituido por Levan Makashvili.
Skelly se enfrentó a Kevin Souza el 7 de noviembre de 2015 en UFC Fight Night: Belfort vs. Henderson 3. A pesar de ser golpeado varias veces por los puños de Souza, Skelly se recuperó y ganó el combate por sumisión en el segundo asalto.
Skelly se enfrentó a Darren Elkins el 5 de marzo de 2016 en UFC 196. Perdió el combate por decisión unánime.
Skelly se enfrentó a Máximo Blanco el 17 de septiembre de 2016 en UFC Fight Night: Poirier vs. Johnson. Ganó el combate por sumisión en el primer asalto y obtuvo el premio a la Actuación de la Noche.
Skelly se enfrentó a Chris Gruetzemacher el 4 de febrero de 2017 en UFC Fight Night: Bermudez vs. Korean Zombie. Ganó el combate por sumisión en el segundo asalto.
Skelly se enfrentó a Jason Knight el 13 de mayo de 2017 en UFC 211. Perdió el combate por TKO en el tercer asalto. Recibió una suspensión médica de 180 días para recuperarse de sus lesiones.
Tras más de un año ausente de competir, Skelly se enfrentó al recién llegado Bobby Moffett el 10 de noviembre de 2018 en UFC Fight Night: Korean Zombie vs. Rodríguez. Perdió el combate por sumisión técnica. Posteriormente, Skelly apeló a la Oficina de Deportes de Combate de Colorado alegando un error del árbitro con respecto a la detención. Finalmente, el 24 de junio de 2020, Skelly anunció en su cuenta de las redes sociales que el combate quedaba sin resultado.
Se esperaba que Skelly se enfrentara a Jordan Griffin el 29 de junio de 2019 en UFC on ESPN: Ngannou vs. dos Santos. Sin embargo, el 13 de junio de 2019 Skelly se retiró del combate alegando una lesión. El emparejamiento finalmente tuvo lugar el 14 de septiembre de 2019 en UFC Fight Night: Cowboy vs. Gaethje. Ganó el combate por decisión unánime.
Skelly tenía previsto enfrentarse a Grant Dawson el 18 de enero de 2020 en UFC 246. Sin embargo, el 14 de enero de 2020, Dawson anunció en sus redes sociales personales que se veía obligado a retirarse del combate. El combate fue reprogramado el 29 de febrero de 2020 en UFC Fight Night: Benavidez vs. Figueiredo. El 7 de febrero de 2020 se informó de que Skelly se lesionó durante uno de sus entrenamientos y se vio obligado a retirarse del evento.
Skelly tenía previsto enfrentarse a Jamall Emmers El 20 de febrero de 2021 en UFC Fight Night: Blaydes vs. Lewis. Sin embargo, el combate se canceló momentos antes de que comenzara, ya que Emmers sufrió espasmos en la espalda entre bastidores.
Se esperaba que Skelly se enfrentara a Michael Trizano el 9 de octubre de 2021 en UFC Fight Night: Dern vs. Rodriguez. Sin embargo, dos semanas antes del evento, Skelly fue retirado del combate por razones no reveladas.

## Campeonatos y logros
- Ultimate Fighting Championship
  - Actuación de la Noche (una vez) vs. Máximo Blanco
- Récord de sumisión más rápida en la historia de la UFC/WEC en la división de peso pluma
- Récord de victorias consecutivas en la historia de la UFC (13 días)

## Récord en artes marciales mixtas
| Resultado     | Récord   | Oponente            | Método                                          | Evento                                       | Fecha                    | Ronda | Tiempo | Localización                  | Notas |
| ------------- | -------- | ------------------- | ----------------------------------------------- | -------------------------------------------- | ------------------------ | ----- | ------ | ----------------------------- | --- |
| Victoria      | 18-3 (1) | Jordan Griffin      | Decisión (unánime)                              | UFC Fight Night: Cowboy vs. Gaethje          | 14 de septiembre de 2019 | 3     | 5:00   | Vancouver, Columbia Británica | |
| Sin resultado | 17-3 (1) | Bobby Moffett       | Sin resultado (anulado)                         | UFC Fight Night: Korean Zombie vs. Rodríguez | 10 de noviembre de 2018  | 2     | 2:43   | Denver, Colorado              | Originalmente una victoria por sumisión (estrangulamiento brabo) para Moffett; anulada después de que Skelly apelara la pérdida debido a una controvertida decisión del árbitro. |
| Derrota       | 17-3     | Jason Knight        | TKO (puñetazos)                                 | UFC 211                                      | 13 de mayo de 2017       | 3     | 0:39   | Dallas, Texas                 | |
| Victoria      | 17-2     | Chris Gruetzemacher | Sumisión (estrangulamiento por detrás)          | UFC Fight Night: Bermudez vs. Korean Zombie  | 4 de febrero de 2017     | 2     | 2:01   | Houston, Texas                | |
| Victoria      | 16-2     | Máximo Blanco       | Sumisión técnica (estrangulamiento de anaconda) | UFC Fight Night: Poirier vs. Johnson         | 17 de septiembre de 2016 | 1     | 0:19   | Hidalgo, Texas                | Actuación de la Noche. |
| Derrota       | 15-2     | Darren Elkins       | Decisión (unánime)                              | UFC 196                                      | 5 de marzo de 2016       | 3     | 5:00   | Las Vegas, Nevada             | |
| Victoria      | 15-1     | Kevin Souza         | Sumisión (estrangulamiento por detrás)          | UFC Fight Night: Belfort vs. Henderson 3     | 7 de noviembre de 2015   | 2     | 1:56   | São Paulo                     | |
| Victoria      | 14-1     | Jim Alers           | TKO (puñetazos y rodillazo)                     | UFC Fight Night: Henderson vs. Thatch        | 14 de febrero de 2015    | 2     | 4:59   | Broomfield, Colorado          | |
| Victoria      | 13-1     | Sean Soriano        | Decisión (unánime)                              | UFC Fight Night: Souza vs. Mousasi           | 5 de septiembre de 2014  | 3     | 5:00   | Mashantucket, Connecticut     | |
| Victoria      | 12-1     | Tom Niinimäki       | Sumisión (estrangulamiento por detrás)          | UFC Fight Night: Henderson vs. dos Anjos     | 23 de agosto de 2014     | 1     | 2:35   | Tulsa, Oklahoma               | |
| Derrota       | 11-1     | Mirsad Bektić       | Decisión (mayoritaria)                          | UFC on Fox: Werdum vs. Browne                | 19 de abril de 2014      | 3     | 5:00   | Orlando, Florida              | |
| Victoria      | 11-0     | Jarrod Card         | Decisión (unánime)                              | Bellator 96                                  | 19 de junio de 2013      | 3     | 5:00   | Thackerville, Oklahoma        | |
| Victoria      | 10-0     | Rey Trujilo         | TKO (puñetazos)                                 | Legacy FC 16                                 | 14 de diciembre de 2012  | 3     | 4:52   | Dallas, Texas                 | |
| Victoria      | 9-0      | Luis Vegas          | Decisión (unánime)                              | PFS: Premier Fight Series 1                  | 28 de julio de 2012      | 3     | 5:00   | Fort Worth, Texas             | |
| Victoria      | 8-0      | Jeremy Myers        | Sumisión (estrangulamiento D'Arce)              | XKO 15                                       | 2 de junio de 2012       | 1     | 2:59   | Arlington, Texas              | Combate de peso acordado (150 libras). |
| Victoria      | 7-0      | Daniel Pineda       | Sumisión (barra de rodilla)                     | Bellator 19                                  | 20 de mayo de 2010       | 2     | 2:16   | Grand Prairie, Texas          | |
| Victoria      | 6-0      | Tim Snyder          | Sumisión (estrangulamiento por detrás)          | KOK 8: The Uprising                          | 27 de febrero de 2010    | 2     | 2:12   | Austin, Texas                 | |
| Victoria      | 5-0      | Daniel Pineda       | Sumisión (estrangulamiento)                     | SWC 8: Night of Rumble                       | 18 de septiembre de 2009 | 1     | 2:12   | Frisco, Texas                 | |
| Victoria      | 4-0      | Jimmy Guzman        | Sumisión (estrangulamiento)                     | URC 5: Ultimate Rumble Championships         | 18 de julio de 2009      | 2     | 1:55   | Conroe, Texas                 | |
| Victoria      | 3-0      | Mike Braswell       | Decisión (dividida)                             | Bellator 9                                   | 29 de mayo de 2009       | 3     | 5:00   | Monroe, Luisiana              | Combate de peso ligero. |
| Victoria      | 2-0      | Joshua Gerber       | TKO (puñetazos)                                 | XKO: Xtreme Knockout 4                       | 9 de mayo de 2009        | 1     | 1:59   | Arlington, Texas              | |
| Victoria      | 1-0      | Will Samuels        | Sumisión (estrangulamiento)                     | XKO: Xtreme Knockout 3                       | 14 de marzo de 2009      | 1     | 2:57   | Arlington, Texas              | |